# Cuyo, Palawan
Cuyo là một đô thị hạng 4 ở tỉnh Palawan, Philippines. Theo điều tra dân số năm 2000, đô thị này có dân số 18.257 người trong 3.609 hộ.
Trong thời kỳ thực dân Tây Ban Nha chiếm đóng Philippines, Cuyo đã trở thành thủ phủ của Palawan từ năm 1873 đến năm 1903.
Đô thị này có Sân bay Cuyo.

## Barangay
Cuyo được chia thành 17 barangay.
| - Balading - Bancal (Pob.) - Cabigsing (Pob.) - Caburian - Caponayan - Catadman (Pob.) - Funda - Lagaoriao (Pob.) - Lubid | - Manamoc - Maringian - Lungsod (Pob.) - Pawa - San Carlos - Suba - Tenga-tenga (Pob.) - Tucadan (Pob.) |